# Техачапи (Калифорнија)
Техачапи (енгл. Tehachapi) град је у америчкој савезној држави Калифорнија. По попису становништва из 2010. у њему је живело 14.414 становника.

## Демографија
Према попису становништва из 2010. у граду је живело 14.414 становника, што је 3.457 (31,6%) становника више него 2000. године.
| Група             | 2000.         | 2010.         |
| Белци             | 5.497 (50,2%) | 7.123 (49,4%) |
| Афроамериканци    | 1.512 (13,8%) | 1.297 (9,0%)  |
| Азијати           | 81 (0,7%)     | 238 (1,7%)    |
| Хиспаноамериканци | 3.583 (32,7%) | 5.466 (37,9%) |
| Укупно            | 10.957        | 14.414        |